# La Fortune (fontaine)
Pour les articles homonymes, voir Fortune.
La Fortune est un modèle de couronnement  de fontaine, réalisée en France de 1878-1882 par le peintre français James Tissot.

## Présentation
James Tissot conçoit cette œuvre éclectique à l’époque où il projette de réaliser des cycles mystiques et de grands sujets moraux. 
Comme ses contemporains, il a le sentiment d’appartenir à un monde instable et décadent, que seul un retour aux origines pourrait régénérer. La tortue, symbole de la Patience à l’origine de tout succès, nage sur les eaux primordiales contenues par une grande fleur de lotus ; elle est bordée par six grandes grenades, ouvertes, fruits symbole d’amour, de fertilité et de prospérité selon la mythologie grecque mais fruit défendu dans la Bible. 
L’Univers, marqué par les signes du Zodiaque qui représentent la fuite du Temps, tient en équilibre sur la carapace de la tortue, maintenu par deux serpents. Deux passions humaines habitent l’univers : l’Amour/Compassion, éphèbe qui a déposé ses armes et l’Ambition/Egoïsme, jeune femme, qui rampe sur la voûte céleste, revêtue de la peau du lion de Némée. 
La Fortune, assise sur la boule de cristal de la voyante domine l’ensemble, elle soulève le bandeau de ses yeux pour regarder à travers la boule de cristal : elle seule peut lire l’inscription cachée sous le ventre de la tortue : « Wait and win » qui encercle une tête de mort rayonnante et les signes du yin et du yang.